# Tratado de Lalla Maghnia
O tratado de Lalla-Maghnia (ou Lalla-Marina), assinado em 18 de março de 1845 por Marrocos e França, marca a fronteira entre Marrocos e a Argélia Francesa. Esta é traçada entre a costa mediterrânica e o alto do Teniet-el-Sassi, nos montes Atlas.